# Szymon Szyszman
Szymon Szyszman (ur. 30 czerwca 1909 w Symferopolu, zm. 22 lutego 1993 w Paryżu) – polski historyk, działacz karaimski, badacz dziejów tej społeczności.

## Życiorys
Urodził się w Symferopolu na Krymie, w szanowanej karaimskiej rodzinie, znanej z działalności społecznej. Później wraz z rodzicami zamieszkał na stałe w Wilnie, w 1928 ukończył tam gimnazjum. Następnie studiował do roku 1933 na Wydziale Chemii Uniwersytetu Stefana Batorego, a następnie został asystentem w Katedrze Chemii. W 1936 przeniósł się do Warszawy, gdzie pracował w Instytucie Radowym. W 1944 udał się na emigrację. Od 1949 roku do śmierci mieszkał w Paryżu, studiował tam na École des hautes études en sciences sociales w seminarium historii i filologii. Redaktor pisma "Bulletin d’Études Karaïtes" (Paryż, od 1989 roku). Należał do Polskiego Towarzystwa Historyczno-Literackiego w Paryżu, a także był zamiejscowym członkiem korespondentem Polskiego Towarzystwa Naukowego na Obczyźnie.

## Publikacje
- Nowe odkrycia, Paryż 1954.
- Istanbul karaylari = Les karaites d'Istanboul, Istanbul: Istanbul Matbaasi 1957.
- Die Karäer in Ost-Mitteleuropa, 1957.
- Le roi Bulan et le problème de la conversion des Khazars, Bruges: Ch. Beyaert 1957.
- Ascèse et pauvreté dans la doctrine karaite, Meisenheim am Glan: Verl. Anton Hain KG 1958.
- Les Khazars : problèmes et controverses, Vendôme 1958.
- Stulecie karaimskiego zarządu duchownego w Trokach, Londyn 1958.
- Compte rendu de l'ouvrage de Naphtali Wieder "The Judean scrolls and karaism", Paris: Presses Univ. de France 1965.
- La famille des massorètes Karaïtes : Ben Asher et le Codex Alepensis, Paris: Libr. Lecoffre J. Gabalda 1967.
- Przywódca duchowy Karaimów czy marnotrawca ich dziejowego dorobku kulturalnego?, Paryż 1967.
- Aus dem Nachlass mongloisch-litauischer Beziehungen, Berlin: Walter de Gruyter 1970.
- Zamek najeziorny w Trokach i jego obrońcy, Londyn: Polska Fundacja Kulturalna 1972.
- Centenaire de la mort de Firkowicz, Leiden: E. J. Brill 1975.
- Le Karaïsme : ses doctrines et son histoire, Lausanne: L'Age d'Homme 1980.
- Les Karaïtes d'Europe, préf. par Adam Heymowski, Uppsala: Centre d'études multiethniques de l'Univ. d'Upsal – Stockholm: distr. Almqvist & Wiksell International 1989.
- Karaizmas : doktrinos ir istorija, iš pranc. kalbos verte Petras Račius, Vilnius: Pradai 2000.
- Karaimizm. Doktryna i historia, przeł. Irena Jaroszyńska, Anna Abkowicz, Wrocław: Bitik, Oficyna Wydawnicza Związku Karaimów Polskich 2005.